# Across the Plains (film 1911)
Across the Plains è un cortometraggio muto del 1911 diretto da Gilbert M. 'Broncho Billy' Anderson. Il nome di Anderson appare anche come sceneggiatore insieme a quello di Josephine Rector. Altre fonti riportano come produttore, co-regista e sceneggiatore il nome di Thomas H. Ince.

## Produzione
Il film fu prodotto dalla Essanay Film Manufacturing Company. Venne girato a Redlands e California.

## Distribuzione
Distribuito dalla General Film Company, il film - un cortometraggio in una bobina - uscì nelle sale cinematografiche statunitensi il 1º aprile 1911.